# Rabat Ajax FC
Der Rabat Ajax FC ist ein maltesischer Fußballclub aus der Stadt Rabat dessen Ursprünge auf den im Jahr 1930 gegründeten Verein Rabat Rovers FC zurückgehen. Seinen heutigen Namen erhielt der Verein 1980 durch eine Fusion mit Rabat Ajax.

## Geschichte
Der Verein war in den 1980er Jahren zwei Mal Landesmeister und gewann auch einmal den Pokal. Im ersten Jahrzehnt des 21. Jahrhunderts spielte Rabat Ajax vornehmlich in der zweiten Spielklasse Maltas. Rabat Ajax nahm in den 1980er Jahren jeweils zweimal am UEFA-Pokal und dem Europapokal der Landesmeister teil, schied aber jeweils in der ersten Runde aus.
Spielort des Vereins ist das 17.000 Zuschauer fassende Ta’ Qali-Stadion, das Nationalstadion Maltas.
Bekanntester Spieler der Vereinsgeschichte ist Carmel Busuttil, der zwischen 1988 und 1994 beim KRC Genk fünf Jahre in der ersten Belgischen Liga spielte sowie 1983 und 1986 Fußballer des Jahres in Malta war. Silvio Vella hatte dieselbe Ehre 1994.

## Vereinsnamen
- 1930: Gegründet als Rabat Rovers
- 1937: Fusion mit Rabat Rangers und Old City zu Rabat Zvanks
- 1938: Umbenennung in Rabat FC
- 1980: Fusion mit Rabat Ajax zu Rabat Ajax FC

## Europapokalbilanz
| Saison  | Wettbewerb                    | Runde    | Gegner           | Gesamt | Hin       | Rück    |
| ------- | ----------------------------- | -------- | ---------------- | ------ | --------- | ------- |
| 1983/84 | UEFA-Pokal                    | 1. Runde | Inter Bratislava | 00:16  | 00:10 (H) | 0:6 (A) |
| 1984/85 | UEFA-Pokal                    | 1. Runde | Partizan Belgrad | 0:4    | 0:2 (H)   | 0:2 (A) |
| 1985/86 | Europapokal der Landesmeister | 1. Runde | Omonia Nikosia   | 00:10  | 0:5 (H)   | 0:5 (A) |
| 1986/87 | Europapokal der Landesmeister | 1. Runde | FC Porto         | 00:10  | 0:9 (A)   | 0:1 (H) |

Gesamtbilanz: 8 Spiele, 8 Niederlagen, 0:40 Tore (Tordifferenz −40)

## Erfolge
- Maltesischer Meister (2): 1985, 1986
- Maltesischer Pokal (1): 1986
- Maltesischer Supercup (2): 1985, 1986

## Spieler
- Carmel Busuttil (1982–1987)
- Charles Scerri (1983–1984)
- Silvio Vella (1985–1994)
- Adrian Mifsud (1995–1999, 2008–2012)
- Heiner Backhaus (2012)